# ماتياس ليندنر (لاعب كرة قدم)
ماتياس ليندنر (بالألمانية: Matthias Lindner)‏ (7 سبتمبر 1988 في النمسا - ) هو لاعب كرة قدم نمساوي في مركز الهجوم. لعب مع أدميرا فاكر مودلينغ وأوستريا فيينا ونادي ماترسبرغ و1. Wiener Neustädter SC ‏ وSC-ESV Parndorf 1919 ‏ وFC Blau-Weiß Linz ‏.

## وصلات خارجية
- ماتياس ليندنر على موقع قاعدة بيانات كرة القدم.إي يو (الإنجليزية)
- ماتياس ليندنر على موقع Soccerway.com (الإنجليزية)
- ماتياس ليندنر على موقع عالم كرة القدم.نت (الإنجليزية)